# Anette Schlimm
Anette Schlimm (* 1980) ist eine deutsche Historikerin und Hochschullehrerin.

## Leben
Von 2000 bis 2006 studierte Anette Schlimm Geschichts- und Politikwissenschaft an der Carl von Ossietzky Universität Oldenburg sowie an der Hochschule Södertörn in Schweden. Nach der Promotion 2011 im Fach Geschichte bei Thomas Etzemüller an der Carl von Ossietzky Universität Oldenburg und der Habilitation 2020 (Venia Legendi im Fach Neuere und Neueste Geschichte) an der Universität München war sie von 2022 bis 2023 Gastprofessorin für Geschichte des 20. Jahrhunderts am Historisches Seminar der Universität Heidelberg. Zuvor arbeitete sie als Akademische Oberrätin am Lehrstuhl für Zeitgeschichte der LMU München. Seit Oktober 2023 ist sie Richard von Weizsäcker Fellow am St Antony’s College, University of Oxford.

## Forschung und Lehre
Ihre Forschungsschwerpunkte sind die deutsche und europäische Geschichte des 19. bis 21. Jahrhunderts, die Geschichte ländlicher Räume, Kultur- und Gesellschaftsgeschichte, Verkehrs-, Mobilitäts- und Infrastrukturgeschichte und Theorien und Methoden der Geschichtswissenschaft.
Ihre Habilitationsschrift zum Thema „Übergangsgesellschaften regieren. Drei Dörfer und die Moderne“ wurde 2020 mit dem Habilitationspreis der Münchner Universitätsgesellschaft ausgezeichnet.

## Schriften (Auswahl)

### Monographien
- Regieren in Dörfern. Ländlichkeit, Staat und Selbstverwaltung, 1850–1945. Böhlau Verlag, Wien/Köln 2023, ISBN 978-3-412-52878-2.
- Ordnungen des Verkehrs. Arbeit an der Moderne – deutsche und britische Verkehrsexpertise im 20. Jahrhundert. transcript Verlag, Bielefeld 2011, ISBN 978-3-8394-1828-4.

### Herausgeberschaften
- mit Nicolai Hannig und Kim Wünschmann: Deutsche Filmgeschichten. Historische Porträts. Wallstein Verlag, Göttingen 2023, ISBN 978-3-835-35364-0.